# Karabin maszynowy Typ 88
Typ 88 (QJY-88) – chiński uniwersalny karabin maszynowy kalibru 5,8 × 42 mm.
Prace nad tą bronią rozpoczęły się w 1989 roku a do uzbrojenia został przyjęty w 1999 roku. Karabin maszynowy Typ 88  spełnia zarówno rolę erkaemu jak i ukaemu. Jest to możliwe dzięki nowej chińskiej amunicji 5,8 mm o własnościach pośrednich pomiędzy amunicją karabinową a pośrednią.
Karabin maszynowy Typ 88 działa na zasadzie odprowadzania gazów prochowych przez boczny otwór lufy, zasilanie taśmowe.